# Samuel Pökälä
Samuel Pökälä (ur. 14 sierpnia 1990) – fiński kolarz przełajowy i szosowy, dwukrotny mistrz Finlandii. 

## Najważniejsze osiągnięcia
- 2012
  -  1. miejsce w mistrzostwach Finlandii (cyclo-cross)
- 2013
  -  1. miejsce w mistrzostwach Finlandii (jazda ind. na czas)